# Bogatyr

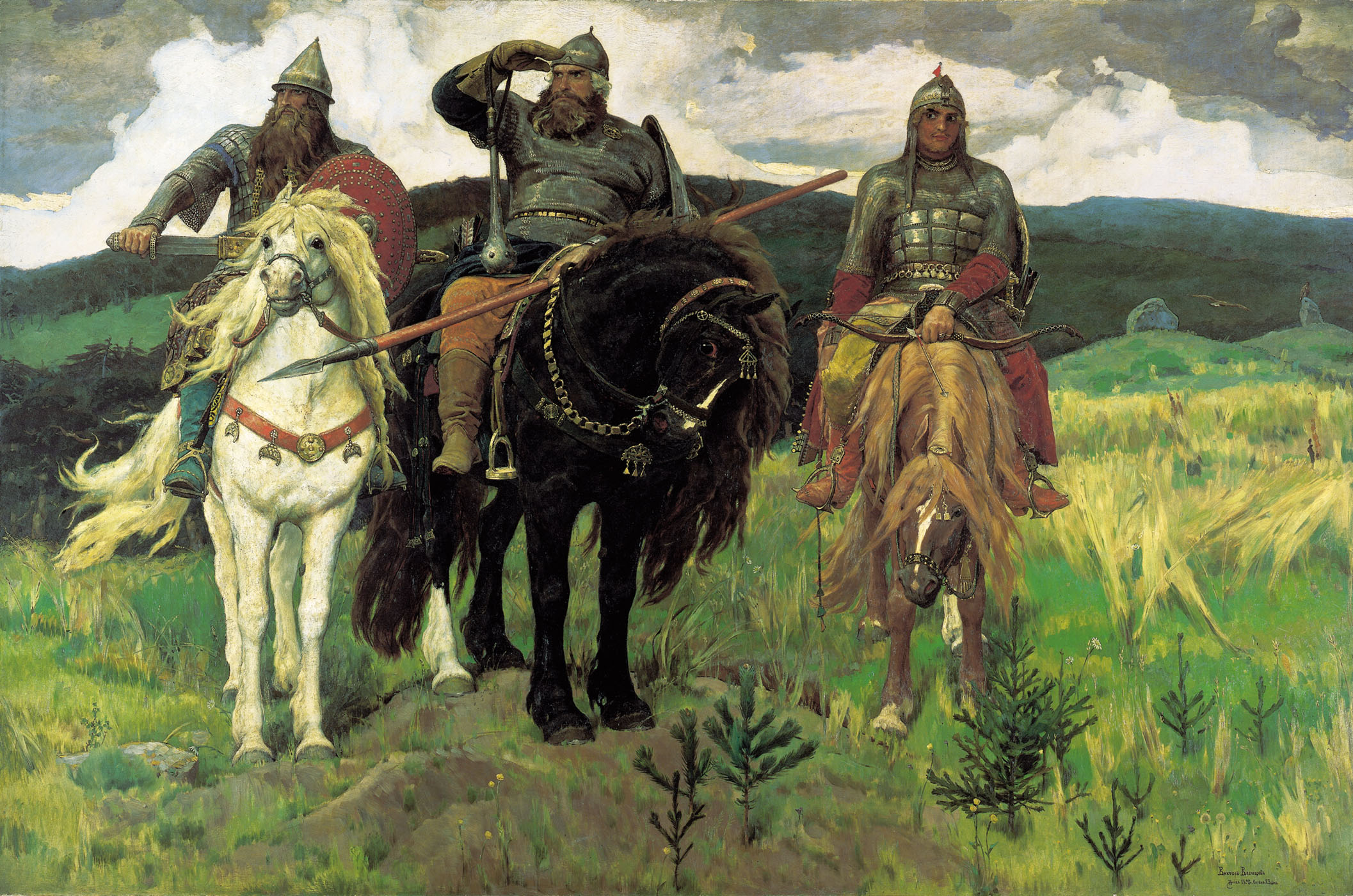
Viktor Vasnetsov,De drie bogatyrs, 1898, 3 bij 4,5 m

Een bogatyr (Russisch: богатырь, in nl: held),  batyr (Russisch: батыр), bator of batoer is een dappere paardrijder en held bij de Turkse volkeren. 
Bogatyrs waren meer dan levensgrote helden die over een bovennatuurlijke kracht beschikten en een buitengewoon uithoudingsvermogen bezaten. We komen ze veelvuldig tegen in bylinen, Russische heldensagen en epen uit Kiev, die zijn ontstaan in de 11e eeuw, ten tijde van Vladimir de Grote.
De benaming Batyr werd ook door kans en militaire leiders gebruikt als onderdeel van hun eigen naam (zoals de Tsjoevasjische patsja (legendarische held) Adyl Batyr) en in geografische namen, zoals Ulaanbaatar (Oelan Bator).